# الكومينتانغ

علم كومينتانغ.

الحزب القومي الصيني (بالصينية 中國國民黨 - كومينتانغ) هو الحزب الحاكم في تايوان. تأسس في 15 أغسطس 1912. الحزب قومي صيني يدعو للوحدة الصينية، معاد للشيوعية، ومحافظ.